# Jürgen Münch
Jürgen Münch (* 2. März 1968 in Wiesbaden) ist ein deutscher Informatiker. Er ist Professor für Software Engineering, Entrepreneurship und Innovation an der Hochschule Reutlingen. Darüber hinaus ist er assoziiert an der Fakultät Wirtschafts- und Sozialwissenschaften der Universität Hohenheim. Er leitet eine Forschungsgruppe am Herman Hollerith Zentrum und beschäftigt sich in Forschung und Lehre mit daten- und wertorientierter Software-Entwicklung, innovativem Produktmanagement, Entrepreneurship und agilen Methoden. Als Mitglied des erweiterten Präsidiums der Hochschule Reutlingen war er von 2016 bis 2023 außerdem strategischer Leiter des „Center for Entrepreneurship“ der Hochschule Reutlingen.

## Leben
Jürgen Münch studierte an der Universität Kaiserslautern Informatik mit Nebenfach Wirtschaftswissenschaften. Nach dem Abschluss 1995 als Diplom-Informatiker arbeitete er als wissenschaftlicher Mitarbeiter am Lehrstuhl für Software Engineering der Universität Kaiserslautern. Dort wurde er 2001 mit einer Arbeit zur Gestaltung von Software-Projekten promoviert. Im Anschluss übernahm er die Leitung der Gruppe „Process Engineering and Technology“ am Fraunhofer-Institut für Experimentelles Software Engineering (IESE) und wurde Projektleiter im Sonderforschungsbereich 501 der Universität Kaiserslautern.
2003 wurde er Leiter der Abteilung „Process and Quality Engineering“ am Fraunhofer IESE und von 2007 bis 2011 leitete er die Hauptabteilung „Prozessmanagement“. Von 2006 bis 2011 war er zudem Leiter des gemeinsamen Forschungslabors der Daimler AG und des Fraunhofer IESE.
Von 2011 bis 2015 war er Professor für Software Systems und von 2016 bis 2017 Research Director an der Universität Helsinki.
Er ist Autor von mehr als 150 referierten Fachartikeln und verbreiteten Fachbüchern, darunter das Werk „Aligning Organizations Through Measurement“ mit Fragen rund um  daten-getriebene Unternehmen. 2012 brachte er mit dem Werk „Software Process Definition and Management“ ein Lehrbuch für Software-Entwicklungsprozesse auf den Markt. 2020 erfolgte die Veröffentlichung des Buches „Software Startups – Essential Engineering and Business Aspects“. Er ist einer der Autoren der strategischen nationalen Forschungsagenda „Need for Speed“, mit der die Forschungsprioritäten für die digitale Transformation der Wirtschaft beschrieben werden.
Er ist einer der Herausgeber der Fachzeitschrift e-Informatika.
Er wurde ausgezeichnet mit dem IFIP TC2 Manfred-Paul-Preis für Exzellenz in Software-Theorie und Praxis, sieben Best-Paper-Preisen, einem Thesis-Preis sowie dem von der Lotto-Stiftung Rheinland-Pfalz geförderten Technik-Innovationspreis. Für seine Forschungsergebnisse erhielt er 2011 die mit 1,9 Mio. Euro dotierte Auszeichnung „Finland Distinguished Professor“.

## Forschungsschwerpunkte
- Agiles Produktmanagement
- Product Strategy & Product Roadmapping
- Entrepreneurship
- Digital Innovation
- User Experience (UX)
- Design Thinking
- Design Sprint
- Growth Hacking
- Lean Startup
- Software Startups
- Corporate Startups
- Daten- und wertorientierte Software-Entwicklung
- Agile Engineering

## Weitere Funktionen
- 2019–2023 Prodekan Informatik für das Herman Hollerith Zentrum an der Hochschule Reutlingen
- 2016–2023 Strategischer Leiter des „Center for Entrepreneurship“ der Hochschule Reutlingen
- 2011–2015 Principal Investigator des Forschung- und Entwicklungslabors „Software Factory“ an der Universität Helsinki
- 2010–2015 Stellvertretender Vorsitzender der DASMA
- 2004–2005 Projektleiter der Entwicklung von fünf ESA-Standards (2004–2005)
- Mitinitiator und Miterfinder des Messverfahrens GQM+Strategies
- General Chair und Program Chair von nationalen und internationalen Konferenzen, u. a. ICSOB, ACM/IEEE ESEM, IEEE ICGSE, ICSSP, Profes
- Mitglied in Lenkungsgremien nationaler und internationaler Konferenzen und Projekte, u. a. ICGSE (2011–2015), ESEM (2007–2009), Cloud Software Program (2011–2014)

## Wissenschaftliche Auszeichnungen
- 2024 Test of Time Award (Most Influential Paper Award) of the International Conference on Product-Focused Software Process Improvement (PROFES)
- 2023 Best Paper Award (Top 3) of the 16th International Conference on the Quality of Information and Communication Technology (QUATIC)
- 2022 Information and Software Technology Top Reviewer Award 2021
- 2021 Best Full Paper Award of the 12th International Conference on Software Business (ICSOB)
- 2019 ACM SIGSOFT Distinguished Paper Award (ICSSP)
- 2018 Software Startups Global Research Network Community Award (SSRN)
- 2017 Best Paper Award (PROFES)
- 2014 Best Paper Award (EASE)
- 2011 Distinguished Professor Award (FiDiPro)
- 2010 Technik-Innovationspreis (Lotto-Stiftung Rheinland-Pfalz, Sponsor)
- 2008 Best Paper Award (ISSRE)
- 2007 Best Paper Award (QUATIC)
- 2007 Manfred Paul Award for Excellence in Software Theory and Practice (IFIP TC2)
- 2007 Best Paper Award (CEE-SET)
- 2004 Best Paper Award (QUATIC)
- 2002 Award for Thesis Excellence (Fraunhofer IESE)

## Publikationen

### Autor
- Entrepreneurship meets Education – Förderung der Gründungskultur an Hochschulen: Ergebnisse, Erfahrungen und Erfolgsfaktoren (zus. mit Högsdahl et al.), Hochschule der Medien, 2020.
- Continuous Experimentation Cookbook: An Introduction to Systematic Experimentation for Software-intensive Businesses (zus. mit Munezero et al.), Dimecc, Espoo 2017.
- Managing Software Process Evolution – Traditional, Agile, and Beyond. How to Handle Process Change? (zus. mit Kuhrmann et al.), Springer-Verlag, Heidelberg, 2016.
- Aligning Organizations Through Measurement (zus. mit Basili et al.), Springer-Verlag, Heidelberg 2014.
- Software Process Definition and Management (zus. mit Armbrust et al.), Springer-Verlag, Heidelberg 2012.
- Software Engineering for Embedded Systems: Software Process Definition and Improvement (zus. mit Armbrust et al.), DISC, Kaiserslautern 2009.
- Muster-Basierte Erstellung von Software-Projektplänen, IRB Verlag, Stuttgart 2002.

### Herausgeber
- Fundamentals of Software Startups: Essential Engineering and Business Aspects (zus. mit Nguyen Duc et al.), Springer-Verlag, Heidelberg, 2020.
- Managing Software Process Evolution – Traditional, Agile and Beyond (zus. mit Kuhrmann et al.), Springer-Verlag, Heidelberg 2016.
- Perspectives on the Future of Software Engineering (zus. mit Schmid), Springer-Verlag, Heidelberg 2013.